# Spirorbis ponticus
Spirorbis ponticus är en ringmaskart som beskrevs av Eichwald in Mörch 1863. Spirorbis ponticus ingår i släktet Spirorbis och familjen Serpulidae. Inga underarter finns listade i Catalogue of Life.